# Boortrioxide
Boortrioxide (B2O3) is een anorganische verbinding van boor en zuurstof. De stof kan beschouwd worden als de anhydridevorm van boorzuur.

## Synthese
Boortrioxide wordt verkregen door de oxidatie van het mineraal borax of kerniet. Men verkrijgt het ook door boorzuur in een oven te verhitten zodat het ontbindt tot water en boortrioxide:
{\displaystyle {\ce {2H3BO3 -> B2O3 + 3H2O}}}
Men verkrijgt zo een kleurloze, amorfe massa die moeilijk te kristalliseren is. Kristallijn boortrioxide kan men verkrijgen door boorzuur bij 150 à 250 °C langzaam te dehydrateren.

## Reacties
De reductie van boortrioxide met bijvoorbeeld magnesium, waterstof of kalium geeft elementair boor:
{\displaystyle {\ce {B2O3 + 3Mg -> 2B + 3MgO}}}
De reactie met koolstof levert boorcarbide:
{\displaystyle {\ce {2B2O3 + 7C -> B4C + 6CO}}}
Met zoutzuur en koolstof vormt het bij hoge temperatuur boortrichloride (BCl3). Met waterstoffluoride vormt het boortrifluoride:
{\displaystyle {\ce {B2O3 + 6HCl + 3C -> 2BCl3 + 3CO + 3H2}}}
{\displaystyle {\ce {B2O3 + 6HF -> 2BF3 + 3H2O}}}
Met alcoholen kunnen er boorzuuresters mee gevormd worden.

## Toepassingen
Boortrioxide is een component van bepaalde glassoorten (boorsilicaatglas, boorfosfaatglas). Glasdeeltjes met boortrioxide zijn gebruikt als vlamvertrager in plastics.
Boortrioxide wordt ook gebruikt bij de productie van keramische, corrosiebestendige coatings, glazuur en email. In de metallurgie wordt het gebruikt voor de productie van ferroboor, een legering van ijzer en boor die aan staal wordt toegevoegd voor speciale harde staalsoorten.
Boortrioxide is een zure katalysator voor organische reacties en kan als uitgangsstof voor andere boorhoudende verbindingen worden gebruikt. Het wordt ook aangewend voor het doteren van silicium voor de productie van halfgeleiders.
Boortrioxide wordt gebruikt als antimicrobiële stof in biocides voor de bescherming van hout.

## Eigenschappen
Boortrioxide is hygroscopisch; in contact met water vormt het boorzuur:
{\displaystyle {\ce {B2O3 + 3H2O -> 2H3BO3}}}
Deze reactie is exothermisch. Boortrioxide wordt door het vele water in het lichaam omgezet in boorzuur. De toxiciteit van boortrioxide is derhalve vergelijkbaar met die van boorzuur.